# Marthe Louise Vogt
Marthe Louise Vogt (Berlim, 8 de setembro de 1903 — La Jolla, 9 de setembro de 2003) foi uma neurologista alemã.